# Marcelo Corrales
Marcelo Enrique Corrales García (Santiago del Cile, 20 febbraio 1971) è un ex calciatore cileno, di ruolo attaccante.